# Бем-Безинг, Дитер фон
Дитер фон Бем-Безинг (нем. Diether von Boehm-Bezing; 9 ноября 1880 — 30 ноября 1974) — германский военачальник, генерал кавалерии (1943), участник Первой и Второй мировых войн. 

## Биография
Поступил на службу в прусскую армию общегерманских войск в 1899 году, с 1900 года — лейтенант 1-го (Силезского) гусарского полка, с 1910 года — обер-лейтенант. 20 мая 1914 года получил звание ротмистра. 
Участвовал в Первой мировой войне, награждён Железным крестом обоих классов и Рыцарским крестом ордена Гогенцоллернов. 
После поражения — в рейхсвере. С 1923 года — майор, с 1928 года — подполковник. 1 октября 1929 года назначен командиром 2-го (Прусского) кавалерийского полка в Остероде, 1 апреля 1931 года получил звание полковника. 1 октября 1932 года назначен комендантом Штеттином, 1 октября 1933 года получил звание генерал-майора. 1 октября 1934 года назначен командиром 2-й кавалерийской бригады, 1 октября 1935 года — генерал-лейтенант и командир 2-й кавалерийской дивизии в Бреслау (до её расформирования 1 апреля 1936 года). 1 октября 1936 года назначен командующим ландвером в Бреслау, 30 сентября 1937 года уволен с действительной службы. 
Летом 1939 года мобилизован и назначен командиром 252-й пехотной дивизии, с которой участвовал в Польской (1939) и Французской (1940) кампаниях. 
Продолжал командовать 252-й дивизией в войне против СССР, участвовал в Белостокско-Минском сражении, затем в наступлении на Москву. 19 декабря 1941 года награждён Немецким крестом в золоте. В начале 1942 года оставил командование и переведен в резерв фюрера. 
1 июня 1942 года назначен командиром 153-й дивизии в Потсдаме, в январе 1943 года оставил командование и вновь был переведен в резерв фюрера. 1 февраля 1943 года ему было присвоено звание генерала кавалерии, 28 февраля 1943 года окончательно уволен с действительной службы.